# Ensetebanansläktet
Ensetebanansläktet (Ensete) är ett växtsläkte i familjen bananväxter med sex arter. De flesta arterna finns i Afrika, men några förekommer även i södra och sydöstra Asien. En art, etiopisk banan (kallades tidigare prydnadsbanan), som växer i Etiopien, odlas ibland som krukväxt i Sverige.
Släktet skiljs från banansläktet genom att hela plantan dör efter blomning och fruktsättning. De falska stammarna är oftast uppsvällda vid basen och fröna bli 5-10 mm stora.
Hos banansläktet är själva plantan flerårig och skickar ut nya skott när de äldre falska stammarna dör. De falska stammarna är inte förtjockade vid basen och fröna blir inte större än 7 mm.

## Arter
Det går att dela in släktet i de arter som förekommer i Afrika och de som förekommer i Asien.
Afrika
Ensete gilletii
Ensete homblei
Ensete perrieri - endemisk på Madagaskar men mycket lik E. glaucum
Etiopisk banan (Ensete ventricosum)
Asien
Ensete glaucum - vitt spridd i Asien från Indien till Papua Nya Guinea
Ensete superbum - Indien
Ensete wilsonii - Yunnan, Kina, erkänns ibland som egen art men det är tveksamt om den är skild från E. glaucum
Ensete sp. "Thailand" - möjligen en ny art eller en separat population av E. superbum